# Type Zhongzheng
Il fucile Tipo Zhongzheng (中正式), anche conosciuto come  fucile Chiang Kai-shek e Tipo 24 (二四式) dal nome del Generalissimo cinese Chiang Kai-shek, era una copia cinese del Mauser Gewehr 98 tedesco, che verrà poi sostituito dal Mauser Karabiner 98k. La pre-produzione del fucile Chiang Kai-Shek iniziò nell'agosto 1935 (anno 24 nel calendario repubblicano, da cui Tipo 24, ma più avanti rinominato Tipo Zhongzheng) ed era già in piena produzione di massa nel 1935 e negli anni successivi. Anche se il fucile Hanyang 88 fu prodotto in numeri maggiori rispetto al Tipo Zhongzheng, la piena produzione e standardizzazione del Tipo Zhongzheng iniziò solamente dopo la seconda guerra sino-giapponese.

## Servizio
Il fucile servì in Cina come fucile standard per l'esercito e aiutò a difendere la nazione nelle prime parti della seconda guerra Sino-Giapponese, prima di essere abbandonato durante la guerra civile cinese, quando il fucile divenne obsoleto e venne sostituito da armi americane come il Thompson e lo Springfield rifle. Alcuni dei Tipo Zhongzheng riuscirono a raggiungere la stessa qualità del Mauser Karabiner 98k. A causa dei vincoli di tempo e della guerra in corso, i fucili di migliore qualità erano riservati alle divisioni migliori di Chiang Kai-Shek, mentre la maggior parte dell'esercito regolare venne equipaggiato con fucili di peggior qualità.
Anche se era più pesante e lento a ricaricare rispetto al fucile Arisaka giapponese, specialmente quando il nemico effettuava cariche banzai dopo la prima scarica di proiettili, che di solito costringeva i poco addestrati soldati del ERN ad un combattimento corpo a corpo. Il maggior vantaggio del Tipo Zhongzheng sull'Arisaka era il miglior potere d'arresto con l'uso del proiettile Mauser da 8mm e anche la cadenza di tiro e la distanza che poteva raggiungere rispetto all'Arisaka (approssimativamente 400m). Se usato correttamente il risultato era devastante (come mostrato numerose volte nella Battaglia di Changsha, dove le forze ENR usarono l'accerchiamento contro le numericamente superiori forze imperiali giapponesi).
Un totale di circa 500.000-600.000 fucili vennero prodotti tra il 1935 e il 1945, che passarono poi nelle mani dei volontari cinesi che combatterono nella Guerra di Corea contro le truppe ONU.
Insieme alla pistola Mauser C96 e all'elmetto Stahlhelm, queste armi divennero un segno distintivo dell'Esercito Rivoluzionario Nazionale di Chiang Kai-shek, e anche dell'esercito cinese durante il turbolento XX secolo in Cina.
Il Sergente Tung Chih Yeh dichiarò di aver ucciso oltre 100 soldati giapponesi usando un fucile Chiang Kai-Shek con e senza mirino nell'area dello Yangtze.

## La baionetta
Al fucile poteva essere inastata una baionetta HY1935, che sostituiva il pesante ma ancora micidiale dadao (tuttavia alcune divisioni e guerriglieri delle milizie che non avevano ancora ricevuto le armi moderne continuarono a usare il dadao per combattimenti ravvicinati).
- Lunghezza baionetta: 575,5 millimetri
- Lunghezza lama: 484.5 millimetri
- Peso baionetta peso: kg 0,75